# Premios Gardel 2009
Die 11. Ausgabe der Premios Gardel a la música argentina fand am 22. Juli 2009 statt. Die meisten Preise erhielt Luis Alberto Spinetta. Er war auch am häufigsten nominiert. Er gewann alle seine sechs Nominierungen.

## Hauptkategorien

### Album des Jahres
| Sieger                            | Nominierungen                                                                                                 |
| --------------------------------- | --- |
| Un mañana – Luis Alberto Spinetta | - Mucho – Babasónicos - Universo – Axel - La luz del ritmo – Los Fabulosos Cadillacs - Quebrado – Pedro Aznar |

### Lied des Jahres
| Sieger                                | Nominierungen |
| ------------------------------------- | --- |
| «Mi elemento» – Luis Alberto Spinetta | - «Microdancing» – Babasónicos - «International love» – Fidel Nadal - «Celebra la vida» – Axel - «Padre nuestro» – Los Fabulosos Cadillacs |

### Aufnahme des Jahres
| Sieger                 | Nominierungen                                                                         |
| ---------------------- | ------------------------------------------------------------------------------------- |
| Quebrado – Pedro Aznar | - Carnaval de Fantasmas – 7 Delfines - Universo – Axel - Valiente eternidad – D-Mente |

### Produktion des Jahres
| Sieger                 | Nominierungen                                                          |
| ---------------------- | ---------------------------------------------------------------------- |
| Quebrado – Pedro Aznar | - A traves del ruido del mundo – Vetamadre - Una hora a Tokyo – Airbag |

## Genre-Kategorien

### Pop
Bestes Album einer Künstlerin Pop
| Gewinner                             | Nominierungen                              |
| ------------------------------------ | ------------------------------------------ |
| Canciones sin tiempo – Silvina Garré | - Señuelos – Hana - Étnica – Romina Vitale |

Bestes Album eines Künstlers Pop
| Gewinner               | Nominierungen                             |
| ---------------------- | ----------------------------------------- |
| Quebrado – Pedro Aznar | - Universo – Axel - Bailongo – Ruben Rada |

Beste Popband
| Gewinner                     | Nominierungen                                               |
| ---------------------------- | ----------------------------------------------------------- |
| La vaca atada – La Portuaria | - El disco de tu corazón + vivo – Miranda! - Sexy – Azafata |

Bester Newcomer Pop
| Gewinner               | Nominierungen                                        |
| ---------------------- | ---------------------------------------------------- |
| Étnica – Romina Vitale | - Nunca es tarde – Cristian Palacios - Balut – Balut |

### Rock
Bestes Album eines Künstlers Rock
| Gewinner                          | Nominierungen |
| --------------------------------- | --- |
| Un mañana – Luis Alberto Spinetta | - Hija del rigor – Fabiana Cantilo - Nómade – Bahiano - Ritual criollo – Paolo Pandolfo - International love – Fidel Nadal |

Bestes Album einer Musikgruppe Rock
| Gewinner            | Nominierungen |
| ------------------- | --- |
| Mucho – Babasónicos | - La luz del ritmo – Los Fabulosos Cadillacs - Carnaval de Fantasmas – 7 Delfines - Gira Me Verás Volver – Soda Stereo - El reino olvidado Jewel Box – Rata Blanca |

Bester Newcomer Rock
| Gewinner        | Nominierungen                                                                                      |
| --------------- | -------------------------------------------------------------------------------------------------- |
| 100% – Sponsors | - El club de la moneda de plata – Pablo Sbaraglia - Mágico corazón radiofónico – Banda de Turistas |

### Rock Pop Alternativo
Bestes Alternative-Album
| Gewinner              | Nominierungen                                         |
| --------------------- | ----------------------------------------------------- |
| Un día – Juana Molina | - Aire – Me Darás Mil Hijos - Entre Ríos – Entre Ríos |

### Electrónica
Bestes Elektronisches Album
| Gewinner                     | Nominierungen                                                |
| ---------------------------- | ------------------------------------------------------------ |
| Mitad del viento – Altocamet | - i Retro – Ezequiel Deró - Now Here, Nowhere – Mussa Phelps |

Bestes Remixalbum
| Gewinner                       | Nominierungen                                               |
| ------------------------------ | ----------------------------------------------------------- |
| Bossa n´Ramones – Miko Jackson | - Verano 2008 – Varios - Masterhits Vol. I – Café del Plata |

### Folklore
Bestes Album einer Künstlerin der Folklore
| Gewinner                             | Nominierungen                                             |
| ------------------------------------ | --------------------------------------------------------- |
| Igual a mi corazón – Liliana Herrero | - Folklore – Soledad - Coplas de sangre – Mariana Carrizo |

Bestes Album eines Künstlers der Folklore
| Gewinner                  | Nominierungen |
| ------------------------- | --- |
| Aldeas – Peteco Carabajal | - Buenas costumbres – Facundo Saravia - Dos orillas – Raúl Barboza - Paciencia de piedra – Zamba Quipildor - El campo también es patria – Argentino Luna |

Bestes Album einer Musikgruppe Folklore
| Gewinner                   | Nominierungen                                                                         |
| -------------------------- | ------------------------------------------------------------------------------------- |
| Taquetuyoj – Dúo Coplanacu | - Las 2200 noches – Los Nocheros - Canción acorralada – Santaires - Canto 4 – Canto 4 |

Beste Folk-/Alternativ-Gruppe
| Gewinner                  | Nominierungen                                            |
| ------------------------- | -------------------------------------------------------- |
| Pulpa – Orozco-Barrientos | - Plegaria del árbol negro – Tonolec - Pasos – Pachamama |

Bester Newcomer – Folk
| Gewinner                    | Nominierungen                                                            |
| --------------------------- | ------------------------------------------------------------------------ |
| Folclore Argentino – Aymama | - Salir al ruedo – Guillo Espel Cuarteto - Una cinta de fuego – Alazanes |

### Tango
Bestes Album einer Künstlerin des Tango
| Gewinner                 | Nominierungen                                                                                                   |
| ------------------------ | --- |
| Celos – Celeste Carballo | - El amor, ese loco berretín – Rita Cortese - Ramito de cedrón – Lidia Borda - Cebolla en aceite – Adriana Nano |

Bestes Album eines Künstlers des Tango
| Gewinner                       | Nominierungen |
| ------------------------------ | --- |
| Maldito tango – Daniel Melingo | - De gitanos y tangueros – Guillermo Fernández - Mi fueye querido – Leopoldo Federico - Y que siga... – Omar Mollo - Soledad – Rodolfo Mederos |

Bestes Album einer Tango-Musikgruppe oder eines Orchesters
| Gewinner                            | Nominierungen |
| ----------------------------------- | --- |
| Vida pasión y tango – Sexteto Mayor | - Nuevos – Orquesta El Arranque - Tocata para sexteto – Raúl Garello Sexteto - En vivo – Quinteto Tangoloco - Rojotango – Cecilia Rossetto & Daniel Binelli |

Bestes Album eines Electrotango-Künstlers
| Gewinner                           | Nominierungen                                                                              |
| ---------------------------------- | ------------------------------------------------------------------------------------------ |
| El miedo a la libertad – Tanghetto | - Narcotango en vivo – Narcotango - Electrotango Vol. II – Orquesta Típica de Buenos Aires |

Bester Newcomer – Tango
| Gewinner                                  | Nominierungen                                                   |
| ----------------------------------------- | --------------------------------------------------------------- |
| El amor, ese loco berretín – Rita Cortese | - Celos – Celeste Carballo - Ahora canto el tango – Diana María |

### Tropical/Cuarteto
Bestes Album einer Künstlerin der Música Tropical
| Gewinner                | Nominierungen                                             |
| ----------------------- | --------------------------------------------------------- |
| Regalo de Dios – Karina | - Amor y vida – Dalila - La diosa del verbo amar – Dalila |

Bestes Album eines Künstlers der Música Tropical
| Gewinner                       | Nominierungen                                                     |
| ------------------------------ | ----------------------------------------------------------------- |
| El rey del amor – Leo Mattioli | - Clásicos con clase – Daniel Agostini - Auténtico – Antonio Ríos |

Bestes Música Tropical-Albuma einer Band
| Gewinner                 | Nominierungen                                                          |
| ------------------------ | ---------------------------------------------------------------------- |
| El regreso – Tambó Tambó | - Testimonios y amores – Agrupación Marilyn - Sin palabra – Piola Vago |

Bestes Album des Cuarteto
| Gewinner                   | Nominierungen                                  |
| -------------------------- | ---------------------------------------------- |
| Homenaje – La Mona Jiménez | - En conexión – Banda XXI - 13 años – La Barra |

Bester Newcomer – Música Tropical/Cuarteto
| Gewinner                          | Nominierungen                                                      |
| --------------------------------- | ------------------------------------------------------------------ |
| Nueva adquisición... – 18 Kilates | - Entre tú y yo – Ale Ceberio - Llegó mi turno – Johny el Polakito |

### Canción Testimonial
Bestes Album des Canción Testimonial
| Gewinner                                | Nominierungen                                                               |
| --------------------------------------- | --------------------------------------------------------------------------- |
| No sé si es Baires o Madrid – Fito Páez | - Ciudadano – Victor Heredia - Yo vengo de otro siglo – Alejandro del Prado |

### Música Clásica
Bestes klassisches Album
| Gewinner                                                                                      | Nominierungen |
| --------------------------------------------------------------------------------------------- | --- |
| Dmitri Shostakovich - Cello concierto No. 2 - Sonata para chelo y piano – Sol Gabetta (Cello) | - Raras partituras 2 – Carlos Aguirre, Gerardo Gandini, Nicolás Guerschberg, Ernesto Jodos, Diego Schissi, Lito Vitale - 40 años de canto – Opus Cuatro |

### Conceptual
Bestes Konzeptalbum
| Gewinner                                   | Nominierungen               |
| ------------------------------------------ | --------------------------- |
| ¡Gieco querido!, cantando al León – Varios | - Desconocido – Desconocido |

### Música Cristiana
Bestes christliches Album
| Gewinner                   | Nominierungen                                                             |
| -------------------------- | ------------------------------------------------------------------------- |
| Atrévete a soñar – Catriel | - Dejando huellas – Los Descalzados - Alto puedo volar – Cristina Olivera |

### Jazz
Bestes Jazz-Album
| Gewinner                       | Nominierungen |
| ------------------------------ | --- |
| El jardín seco – Ernesto Jodos | - De otra manera – Norberto Minichillo - Trece canciones de amor – Ligia Piro - En vivo en medio y medio – Mariano Otero |

### Kindermusik
Bestes Kindermusikalbum
| Gewinner                        | Nominierungen                                                                                |
| ------------------------------- | -------------------------------------------------------------------------------------------- |
| Inútil insistir – Luis Pescetti | - El túnel del juego – Sebastián Escofet y Los Cazurros - La vida es una fiesta – Patito Feo |

### Romántico/Melódico
Bestes Romántico/Melódico-Album
| Gewinner                        | Nominierungen                                                   |
| ------------------------------- | --------------------------------------------------------------- |
| Yo seré el amor – Cacho Castaña | - Diamante 25 aniversario – Pimpinela - Amarrados – Dany Martin |

### Banda de Sonido Cine/Televisión
Bester Soundtrack
| Gewinner                      | Nominierungen                                                        |
| ----------------------------- | -------------------------------------------------------------------- |
| A los cuatro vientos – Varios | - ¿De quién es el portaligas? – Varios - Teen angels II – Teenangels |

### Colección de Catálogo
Beste Kompilation
| Gewinner                        | Nominierungen |
| ------------------------------- | --- |
| Por partida triple – León Gieco | - Caja box set – Aquelarre - Porque canto así – Julio Sosa - Hits 2002-2008 – Vicentico - Fabulosos Cadillacs – Los Fabulosos Cadillacs |

### Instrumental-Fusión-World Music
| Gewinner                           | Nominierungen                                                  |
| ---------------------------------- | -------------------------------------------------------------- |
| Dancing Mood Deluxe – Dancing Mood | - Nuevo trío – Lito VItale Trío - San Cristóbal – Cesar Franov |

### Musikvideo
Bestes Musikvideo
| Gewinner                                                 | Nominierungen |
| -------------------------------------------------------- | --- |
| «Mi elemento» – Luis Alberto Spinetta Dir: Eduardo Martí | - «Microdancing» – Babasónicos - «International love» – Fidel Nadal - «Celebra la vida» – Axel - «La luz del ritmo» – Los Fabulosos Cadillacs |

### DVD
Beste DVD
| Gewinner                                                | Nominierungen                                                                 |
| ------------------------------------------------------- | ----------------------------------------------------------------------------- |
| Gira Me Verás Volver – Soda Stereo Konzept: Diego Sánez | - No sé si es Baires o Madrid – Fito Páez - Somos – Los Auténticos Decadentes |

### Cover
Bestes Cover-Design
| Gewinner                                                       | Nominierungen |
| -------------------------------------------------------------- | --- |
| Un mañana – Luis Alberto Spinetta Coverdesigner: Alejandro Ros | - Mucho – Babasónicos - Carnaval de fantasmas – 7 Deflines - El reino olvidado jewel box – Rata Blanca - Un día – Juana Molina |

## Spezialpreise

### Premio Gardel a la Trayectoria
- Cacho Castaña

### Personalidad del Año
- Los Fabulosos Cadillacs

## Ehrung der Verstorbenen
- Enrique Dumas
- Tito Alberti
- Jolly Land
- Suma Paz
- Carlos Lazzari